# Powdersville
Powdersville är en så kallad census-designated place i Anderson County i South Carolina. Vid 2010 års folkräkning hade Powdersville 7 618 invånare.